# 托伊費爾峰

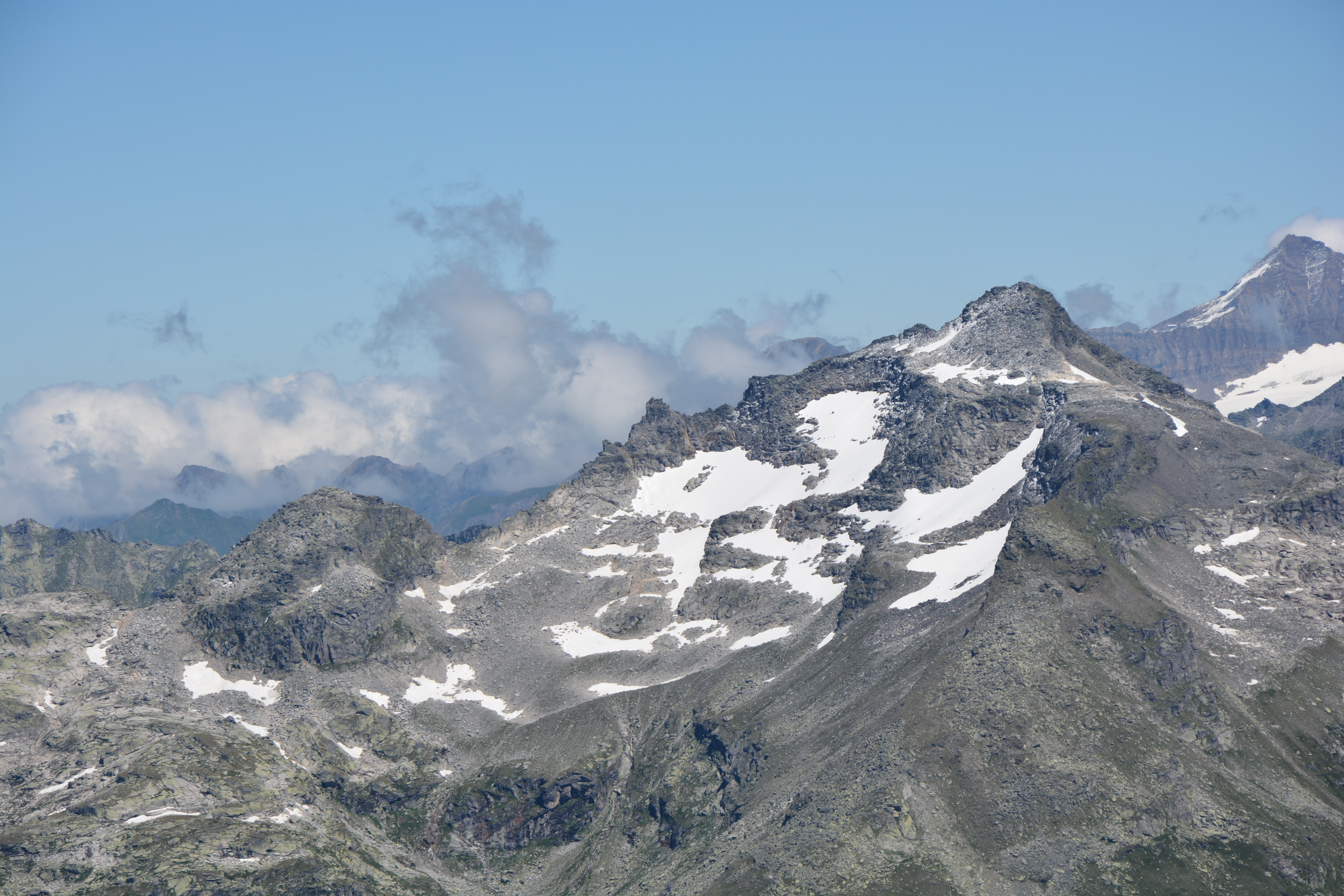

47°08′13″N 12°32′08″E / 47.136984°N 12.535419°E
托伊費爾峰（德語：Teufelspitze），是奧地利的山峰，位於該國中部，處於薩爾茨堡州和蒂羅爾州接壤的邊界，屬於格拉納特山脈的一部分，距離里格爾山0.1公里，海拔高度2,813米，每年平均降雨量2,073毫米，人類在1926年7月21日首次登頂。